# Mindszenti Nagy Ottó
Mindszenti Nagy Ottó (Zilah, 1903. november 23. – Zilah, 1946. február 17.) erdélyi magyar református lelkész, egyházi író, magyar nyelvtörténész.

## Életútja
Középiskoláit szülővárosában, a Wesselényi Miklós Kollégiumban végezte (1922). Egy évet tanult a budapesti műegyetemen, majd a kolozsvári Református Teológián lelkészi képesítést szerzett (1925), kiegészítve tanulmányait Bázelben és Zürichben. Itt tanítványa Karl Barthnak, akinek tanulmányait magyarra fordította. 1926-ban a kolozsvári teológia szeniora és az Ifjúsági Keresztény Egyesület utazó titkára. Fogarason, Maksán segédlelkész, 1930-tól Zilahon egykori iskolájában vallástanár.
Első írását a Református Szemle közölte Krisztus szenvedő szolgái c. alatt a gályarabok megszabadulásának 250. évfordulója alkalmából (1926). Jelentős szerepe volt Gyarmathi Sámuel emlékezete felújításában. "Ő, Zilah szülötte – írja elismeréssel Szabó T. Attila –, a zilahi kollégium neveltje ezzel a szerényen csak »útegyengetés«-nek szánt munkával a város egyik legkiemelkedőbb személyiségének és a kollégium legnagyobb tanárának állított méltó emléket...", példaként emelve ki, hogy a Gyarmathi-életrajz szerzője ahhoz a környezethez tért vissza, amelybe beleszületett.

## Munkái
- A református kollégium hivatása. Székfoglaló értekezés (Zilah 1932);
- Van reménységünk. A halottak feltámadásáról (Kolozsvár, 1933);
- Hiszek a Szentháromság-egy Istenben (Torda, 1938);
- Szent hitünk (Valláskönyv a középiskolák VII. osztálya számára. Kolozsvár, 1939);
- Isten igéje (Kolozsvár, 1941);
- Gyarmathi Sámuel élete és munkássága (ETF 182, Kolozsvár, 1944).